# Anisogaster reticulatus
Anisogaster reticulatus är en skalbaggsart som beskrevs av Leon Fairmaire 1903. Anisogaster reticulatus ingår i släktet Anisogaster och familjen långhorningar.
Artens utbredningsområde är Madagaskar. Inga underarter finns listade i Catalogue of Life.